# 플로리스트리

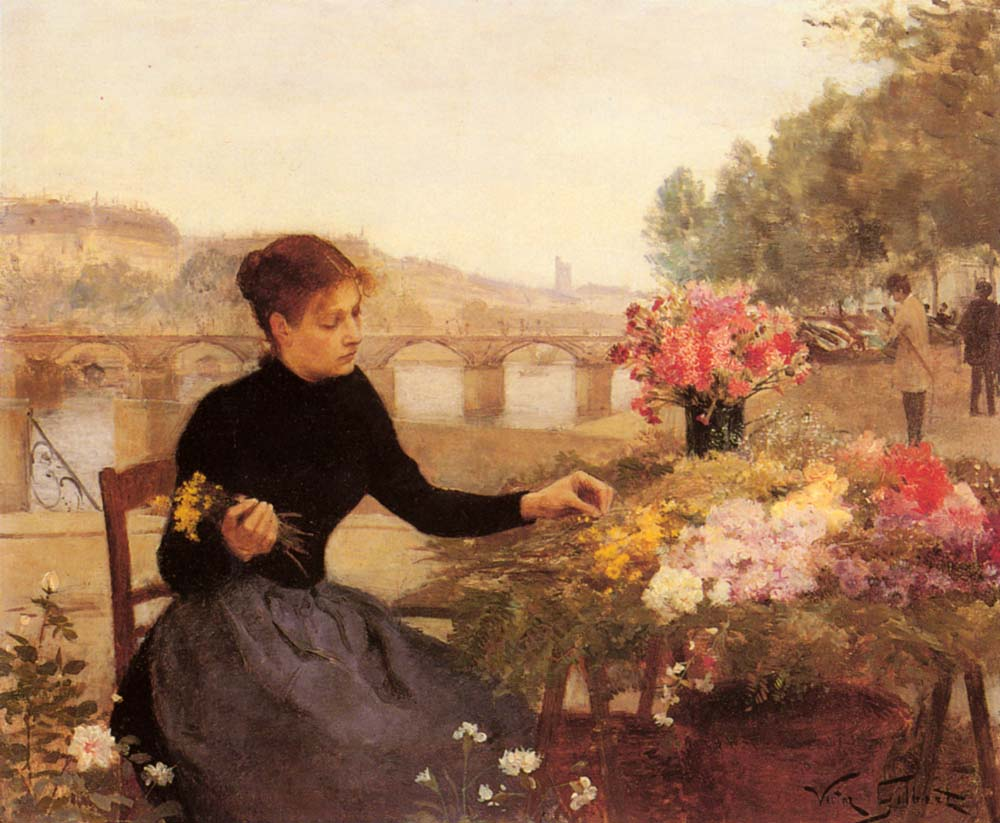
빅토르 가브리엘 질베르의 파리 꽃 시장

플로리스트리(floristry)는 꽃의 생산, 상업 및 무역이다. 꽃 관리 및 취급, 꽃 디자인 및 배열, 상품화, 생산, 전시 및 꽃 배달을 포함한다. 도매(wholesale) 플로리스트는 대량의 꽃과 관련 용품을 무역 전문가에게 판매한다. 소매 플로리스트는 신선한 꽃과 관련 제품 및 서비스를 소비자에게 제공한다. 미국 최초의 꽃집은 1851년 이전에 문을 열었다.
플로리스트는 꽃의 재배와 배열 및 판매에 관한 것이다. 플로리스트리 거래에 공급되는 원료의 대부분은 절화 산업에서 나온다. 꽃집은 온라인 상점과 함께 주요 꽃 전용 아울렛이지만 슈퍼마켓, 정원 용품점, 주유소에서도 꽃을 판매한다.
꽃 디자인 또는 꽃 예술은 꽃병, 그릇, 바구니 또는 기타 용기에 꽃꽂이를 만들거나 절화, 잎, 허브, 관상용 풀 및 기타 식물 재료로 부케 및 구성을 만드는 기술이다. 종종 "꽃 디자인"과 "플로리스트리"라는 용어는 동의어로 간주된다. 플로리스트는 일반적으로 소매점에서 꽃과 식물을 취급하는 사람들인다. 플로리스트리는 지리적 영역에 걸친 식물 종의 분포 및 관계에 대한 연구인 식물상 연구(floristics)와 구별한다. 화초 재배는 꽃과 식물 재배와 더 광범위하게 관련되어 가능한 한 오랫동안 신선하게 유지되고 구매에 바람직하며 고객의 요구 사항과 기대에 대한 지식을 포함하는 원예와도 다르다. 화환, 부케, 코사지, 부토니에/'단춧구멍', 영구 장식 및 기타 더 복잡한 장식과 같은 다양한 꽃 디자인을 만드는 능력도 중요하다.
공식 및 비공식 교육은 플로리스트리 산업의 또 다른 중요한 부분이다. 확립된 플로리스트리 디자이너와 아티스트는 취미나 직업으로 플로랄 디자인에 관심이 있는 학생들에게 자신의 기술을 전수한다. 코스는 일반적으로 커뮤니티 칼리지, 사립 고등 직업 학교 및 전문 플로리스트리 무역 협회를 통해 제공된다.
플로리스트리 사업은 기업 및 사교 행사 세계에서 중요한 시장을 가지고 있다. 꽃은 특별 행사 및 회의 장식에서 큰 역할을 하기 때문이다. 중앙 장식품, 입구 통로, 리셉션 테이블, 신부 부케, 웨딩 추파, 무대 세트는 비즈니스 및 사교 행사 설정에서 꽃이 사용되는 방법의 몇 가지 예일 뿐이다. 꽃은 또한 전통적으로 교회 환경에서 사용되며 꽃꽂이는 종종 숙련된 교회 자원 봉사자가 수행한다.

## 같이 보기
- 문정원(이휘재의아내)